# 4604 Stekarstrom
4604 Stekarstrom este un asteroid din centura principală, descoperit pe 18 septembrie 1987, de Kenzō Suzuki și Takeshi Urata.